# Pont allemand d'Édéa
Le pont allemand d'Édéa (ou pont des Allemands), anciennement appelé le pont de Japoma construit en 1911 sur le fleuve Sanaga dans la commune d'Édéa (Cameroun). Il constitue un portion de la route N3 (nationale no 3).

## Histoire
| \| 500 km1:16 991 000 \| 1ier Pont (1830 m) 2ième Pont (756 m) Mungo (400 m) Pt Allemand (? m) Edéa (??? m) Ebebda (1020 m) Dibamba (??? m) Nyong (??? m) Kousseri (230 m) Benoué (405 m) Natchigal (??? m) Cross River(1500 m) Touraké(140 m) Bongor (600 m) |
| 500 km1:16 991 000 |

| 500 km1:16 991 000 |

| Ponts existants                                              |
| Ponts en chantier/projet                                     |
| (1911, 1020 m) (Année de construction, longueur (en mètres)) |

Ce pont fut construit en 1911 par les Allemands et fut pendant longtemps le seul pont routier du fleuve Sanaga. Pendant les années 1980, il fut l'unique point de passage du train le Transcamerounais, des véhicules et des piétons, sur une seule voie.
Le premier directeur de l'Institut Goethe-Kamerun a décidé de célébrer l'événement pour son siècle d'existence, couplé aux cinquante ans de collaboration entre l'Institut Goethe et le Cameroun.

## Description
De part et d'autre du pont se trouvent 4 statues d'hommes et de femmes siégeant en haut de pilônes. 

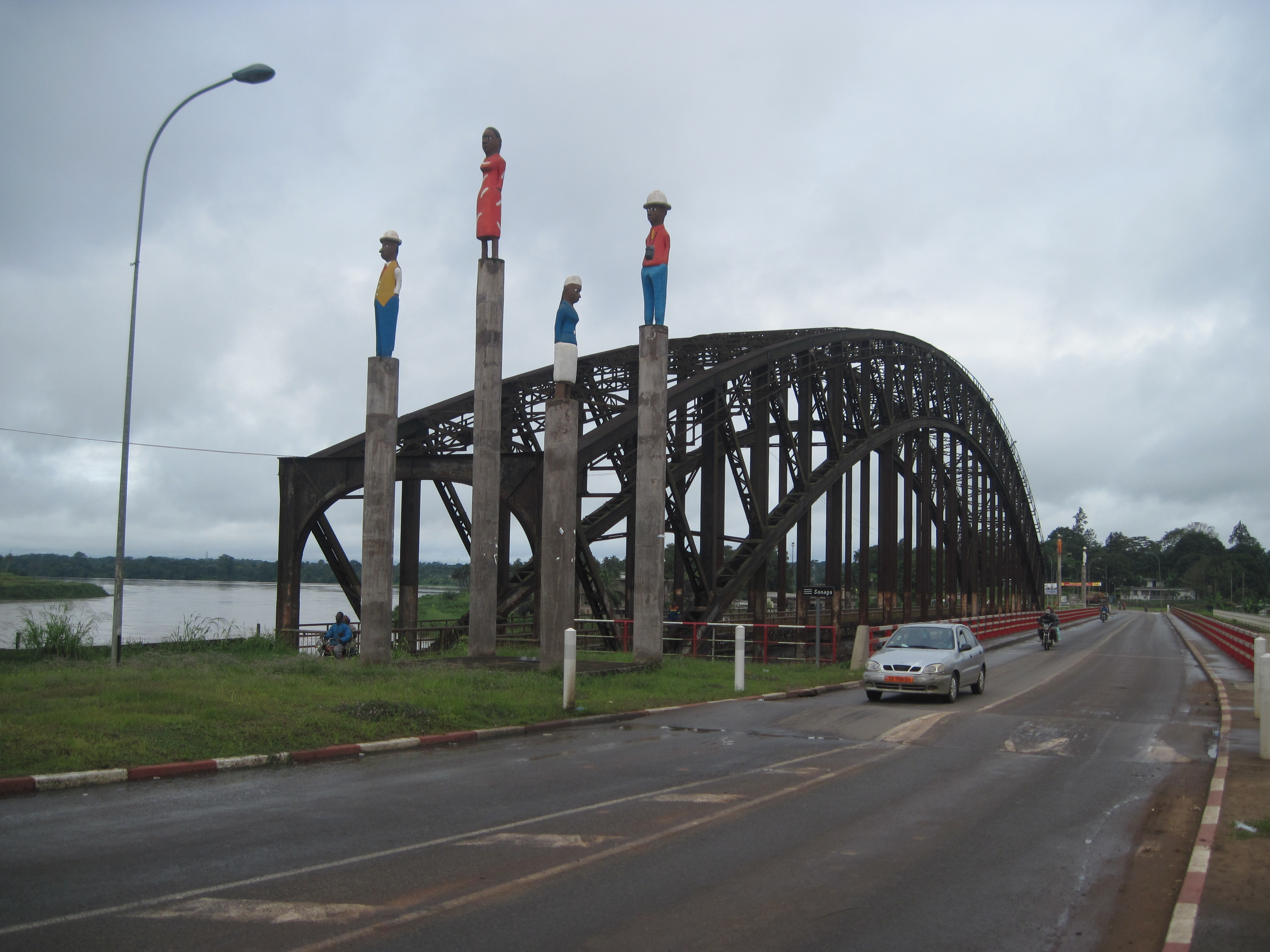
Statuts en haut des pilônes.